# Malkumba-Coongie-Lakes-Nationalpark
Der Malkumba-Coongie-Lakes-Nationalpark (ehemalsCoongie-Lakes-Nationalpark, englisch Coongie Lakes National Park) liegt im Outback des australischen Bundesstaates South Australia, etwa 80 km nordwestlich von Innamincka. Er wurde 2005 unter Schutz gestellt, um ihn unter anderem vor der Schädigung durch den Abbau von Bodenschätzen zu bewahren.
2014 wurde der Park in Malkumba-Coongie-Lakes-Nationalpark umbenannt. Der Nationalpark wird vom „Ministerium für Umwelt und Wasser“ (DEW), dem „Yandruwandha Yawarrawarrka Parks Advisory Committee“ und dem „South Australian Arid Lands Natural Resources Management Board“ gemeinsam verwaltet.

## Allgemeines
Der Park stellt eine unberührte Wasserwelt dar, die sich aus Kanälen, Wasserlöchern, Seen, Deltas, flachen Ebenen, Dünenbereichen und Sümpfen zusammensetzt. Während die Coongie Lakes die meiste Zeit Wasser führen, sind andere ausgedehnte Bereiche nur nach starken Regenfällen und Flutereignissen überschwemmt, weshalb der Park gelegentlich auch für die Öffentlichkeit gesperrt wird. Bemerkenswert ist für das Landschaftsbild unter anderem der Gegensatz zwischen Sanddünen und ausgedehnten Sumpfländereien.
Der Nationalpark ist altes Siedlungsgebiet der Aborigine-Stämme der Yandruwandha, Yawarrawarrka und Dieri.

## Tiere und Pflanzen
Umgeben von trockenen Ländereien kommt diesem Feuchtgebiet eine hohe Bedeutung für die Tier- und Pflanzenwelt zu. Dies gilt insbesondere für Vögel, von denen bisher 205 verschiedene Arten beobachtet wurden, darunter alleine 87 Arten, die auf Wasserflächen oder Feuchtgebiete angewiesen sind. Außerdem kommt dem Gebiet eine große Bedeutung als Nahrungs- und Rastgebiet für Zugvögel zu. Zeitweise können mehrere zehntausend Wasservögel an einem einzigen Gewässer gezählt werden.
Bemerkenswerte Arten sind unter anderem Affengans, Brillenpelikan, Rotkopfsäbelschnäbler, Regenpfeifer und der Wüsten-Trugschmätzer. Außerdem wurden 20 einheimische Säugetier-, 36 Reptilien-, 12 Fisch- und zehn Amphibienarten gezählt.
Ferner wurden bisher etwa 350 verschiedene Pflanzenarten dokumentiert.

## Tourismus
Es gibt verschiedene Campingmöglichkeiten im Bereich der Seen. Die Regierung von Süd-Australien empfiehlt eine gründliche Vorbereitung der Reise zur Vermeidung von unnötigen Risiken.

## Andere Schutzkategorien
Der Nationalpark wird von dem 1988 ausgewiesenen „Innamincka Regional Reserve“ umgeben. Es ist ferner als Schutzgebiet nach der Ramsar-Konvention eingestuft.